# Nelson Ponce Sánchez
Nelson Ponce Sánchez est un illustrateur et designer cubain né en 1975 à La Havane (Cuba). Il est notamment connu pour avoir réalisé l’affiche du dessin animé Vampires à La Havane, ainsi que pour son active participation dans la vie du collectif cubain « Camaleón ».

## Biographie
Nelson Ponce Sánchez naît en 1975 à La Havane.
Il obtient un diplôme en Design de Communication visuelle à l'Instituto Superior de Diseño Industrial (ISDI, Institut supérieur de design industriel) de La Havane en 1998,.
Il enseigne le dessin dans ce même établissement et est invité par d'autres institutions et universités à donner des cours,.
On peut mentionner parmi ses influences Félix Beltrán (es), un important affichiste cubain, lui aussi enseignant à l’ISDI, et des graphistes américains et espagnols tels que Milton Glaser, David Carson, Javier Mariscal, ou encore Isidro Ferrer (es),.
Nelson Ponce a créé une douzaine d’affiches, et ses illustrations ont été publiées dans de nombreux magazines et livres pour enfants. Il doit cependant son succès à une affiche en particulier, celle du dessin animé Vampires à La Havane. Le concept : la première et la dernière lettre du titre du film forment des incisives ensanglantées sous une paire d’yeux sinistres. Cette image, l’une des plus connues dans l’histoire du design cubain, a été imprimée sur des tee-shirts, des casquettes de baseball et même sur les murs de la capitale.
En 2001, Nelson Ponce opère un tournant dans sa carrière en fondant le collectif « Camaleón » avec ses étudiants de l’ISDI — Idania del Río González, David Alfonso Suárez, Darién Sánchez Castro, et Eduardo Sarmiento Portero. Cherchant l'expérimentation graphique, le collectif crée principalement des fresques et des illustrations pour enfants ou pour des revues, comme pour La Jiribilla, un magazine culturel cubain,.
En 2003, Camaleón réalise en un jour seulement une fresque murale dans la cafétéria de l’aile communication de l’université de La Havane. Le thème (la « fausse communication ») est représenté par une silhouette avec des bottes noires  et un porte-voix qui transmet des messages chiffrés à une autre silhouette qui, elle, porte des cache-oreilles. Trois ans plus tard, le groupe renouvelle l’expérience en réalisant une fresque humoristique sur le thème du bien et du mal au G Café, le repaire littéraire de la jeunesse cubaine à l’intersection de la 23e et de la G dans le Vedado.
Nelson Ponce conçoit principalement des projets pour des institutions culturelles, telles que l'Instituto Cubano de Arte e Industria Cinematográficos, le Festival Internacional del Cine Pobre, Casa de las Américas et la Fábrica de Arte Cubano,.

## Prix et récompenses
- 2006 : Prix Prográfica de Cuba en tant que Meilleur Jeune Designer[2]
- 2013 : Premio Nacional de Diseño del Libro[2]

## Conservation de ses œuvres
- Musée des Beaux-Arts, Boston (États-Unis)[3]